# سکند سانز
«سِـکِـند سانز» (انگلیسی: Second Sons) قسمت هشتم از فصل سومِ مجموعهٔ تلویزیونیِ خیال‌پردازانهٔ بازی تاج‌وتخت و قسمت ۲۸ از کلِ این سریال است.
فیلم‌نامه‌نویس‌های این قسمت دیوید بنیاف و دی. بی. وایس و کارگردان آن میشل مک‌لارن است. این قسمت در تاریخ ۱۹ مه ۲۰۱۳ منتشر شد و ۵٫۱ میلیون نفر بیننده در شب پخش داشت.
عنوان فیلم اشاره به نام یک گروهان از سربازان مزدور حرفه‌ای موسوم به «سِـکِـند سانز» دارد که دنریس تارگرین با آنها در پای دیوارِ «یونکای» دیدار می‌کند.
همچنین در این قسمت، تیریون لنیستر و سانسا استارک در کینگزلندیگ ازدواج می‌کنند.